# Тибавська сільська рада
| Тибавська сільська рада — орган місцевого самоврядування у Свалявському районі Закарпатської області з адміністративним центром у с. Тибава. Сільській раді підпорядковані населені пункти: - с. Тибава - с. Мала Мартинка |

## Склад ради
Рада складається з 16 депутатів та голови.

## Керівний склад сільської ради
| ПІБ                     | Основні відомості                                                 | Дата обрання | Дата звільнення |
| ----------------------- | ----------------------------------------------------------------- | ------------ | --------------- |
| Кошеля Михайло Петрович | Сільський голова, 1956 року народження, освіта, безпартійний      | 26.03.2006   | 31.10.2010      |
| Кошеля Михайло Петрович | Сільський голова, 1956 року народження, освіта вища, безпартійний | 31.10.2010   |                 |

Примітка: таблиця складена за даними джерела

## Населення
Згідно з переписом УРСР 1989 року чисельність наявного населення сільської ради становила 1817 осіб, з яких 894 чоловіки та 923 жінки.
За переписом населення України 2001 року в сільській раді мешкало 1768 осіб.

### Мова
Розподіл населення за рідною мовою за даними перепису 2001 року:
| Мова       | Відсоток |
| ---------- | -------- |
| українська | 99,18 %  |
| російська  | 0,82 %   |